# Hokuei (Tottori)
Hokuei (北栄町 Hokuei-chō?) es un pueblo localizado en la prefectura de Tottori, Japón. En junio de 2019 tenía una población estimada de 14.278 habitantes y una densidad de población de 251 personas por km². Su área total es de 56,94 km².

## Geografía

### Localidades circundantes
- Prefectura de Tottori
  - Kurayoshi
  - Kotoura
  - Yurihama

## Demografía
Según los datos del censo japonés, esta es la población de Hokuei en los últimos años.
| Año del censo | Población |
| ------------- | --------- |
| 1995          | 17.228    |
| 2000          | 16.915    |
| 2005          | 16.052    |
| 2010          | 15.442    |
| 2015          | 14.820    |
| 2020          | 14.228    |